# ألان هوب
ألان هوب (بالإنجليزية: Allan Hope) هو لاعب كرة قدم أسترالية أسترالي، ولد في 19 فبراير 1903، وتوفي في 2 أغسطس 1984.

## وصلات خارجية
- ألان هوب على موقع AustralianFootball.com (الإنجليزية)
- ألان هوب على موقع AFLtables.com (الإنجليزية)